# Ælfwald II av Northumbria
Ælfwald II av Northumbria, död 808, var en engelsk monark. Han var kung av Northumbria 806–808.